# Ulica Henryka Sienkiewicza w Iławie
Ulica Henryka Sienkiewicza w Iławie to główna ulica Osiedla Sienkiewicza. Stanowi ona trasę wylotową na Grudziądz (droga krajowa nr 16) oraz na Kwidzyn (droga wojewódzka nr 521). W czasach przedwojennych ulica nosiła nazwę Parkstraße.

## Obiekty

### Zabytki
- Budynek sanepidu
- Dworek secesyjny

### Pozostałe obiekty
- siedziba WOPR
- hotelik „Pod Omegą”
- Liceum Ogólnokształcące im. Stefana Żeromskiego
- stadion IKS Jeziorak
- hotel-camping „Leśna”
- stacja benzynowa PKN Orlen

## Komunikacja
Ulicą Sienkiewicza biegnie trasa 1 linii komunikacyjnej. Jest to linia numer:
- 5 – (Sienkiewicza-Długa)